# Bathyraja richardsoni
Bathyraja richardsoni は、ソコガンギエイ属に分類されるエイの一種。

## 分布と生息地
大西洋北部と、ニュージーランドのクック海峡周辺から記録されているが、分布域はより広いと考えられる。水深1,300 - 2,500 mの大陸斜面、海底の砂地に生息する。

## 形態
体盤は僅かに横長の菱形で、吻は適度に長い三角形。尾は短く、体盤長の0.7 - 0.8倍。体盤に大きな棘は無いが、尾の正中線上に15 - 20本の棘が並ぶ。体色は背面が一様に茶色から灰色で、腹面は暗色で淡い模様が入る。全長は175 cmまで成長する。

## 生態
主に魚食性だが、エビも捕食することがある。卵生であり、角に突起のある卵を砂地に産む。出生時の全長は18 - 24 cm。